# Mayordomo de fábrica
Mayordomo de fábrica es el que recauda las rentas de la iglesia y cuida de la fábrica. 
Antiguamente, pertenecía al obispo la inspección de las fábrica de las iglesias pero descargaron este cuidado en los arcedianos y estos, en los curas. Después se nombraron para este cargo a seglares notables y celosos. Esto es lo que se dispuso en el Concilio general de Viena en el año 1311.